# 70. Infanterie-Division (Wehrmacht)
La 70. Infanterie-Division fu una divisione dell'esercito tedesco attiva durante la seconda guerra mondiale, che venne creata nell'agosto 1944 nei Paesi Bassi dove fu fatta prigioniera dai canadesi, per poi essere sciolta nel novembre dello stesso anno.

## Storia
La divisione fu costituita il 1º agosto 1944 sull'isola di Walcheren nei Paesi Bassi, era formata da soldati con problemi di stomaco, motivo per cui la divisione fu chiamata anche “Divisione stomaco”. Fu fatta prigioniera dalle truppe canadesi sull'isola di Walcheren nel novembre 1944 e con ordinanza del 22 novembre 1944 la divisione fu sciolta con effetto immediato.

## Ordine di battaglia
- Grenadier-Regiment 1018
- Grenadier-Regiment 1019
- Grenadier-Regiment 1020
- Divisions-Füsilier-Bataillon 70
- Artillerie-Regiment 170
- Pionier-Bataillon 170
- Feldersatz-Bataillon 170
- Panzerjäger-Kompanie 170
- Divisions-Nachrichten-Abteilung 170
- Divisions-Nachschubführer 170[1]

## Comandanti
- Generalleutnant Wilhelm Daser (1º agosto 1944 - novembre 1944)